# Трудова алея
Трудова алея — алея, розташована в Північному адміністративному окрузі Москви на території району Аеропорт.

## Історія
Алея отримала свою назву в 1942 році (за іншими даними — в 1938 році) з ідеологічних міркувань.

## Розташування
Трудова алея, будучи продовженням Московської алеї, проходить по території Петровського парку паралельно Ленінградському проспекту від Театральної алеї на північний захід до Правої Палацової алеї. У південно-східного кінця алеї розташований стадіон «Динамо», біля північно-західного — Петровський шляховий палац. Нумерація починається від Театральної алеї.

## Транспорт

### Автобус
По Трудовій алеї проходять автобуси 22, 22к, 84, 105, 105к, 110, 319, 384, 595, 727 (від Театральної алеї до Правої Палацової алеї).

### Метро
У південно-східного кінця алеї, на Ленінградському проспекті, розташовані станції метро «Динамо» Замоскворіцької лінії та «Петровський парк» Великої кільцевої лінії.